# Holitscher Artur
Holitscher Artur (Pest, 1869. augusztus 22. – Genf, 1941. október 14.) magyar származású német író, regényíró, drámaíró, esszéista.

## Élete
Középosztálybeli zsidó kereskedő család elsőszülött gyermeke. Németül egy házitanítótól tanult, vallási oktatásban pedig egy rabbi részesítette. Apja Holitscher Eduárd (1839–1899) pesti nagykereskedő, anyja Altstädter Hermina (1849–1912) volt. Magát osztrákként vagy németként határozta meg, s nem tekintette magát magyar zsidónak. Az érettségit követően szülei kérésére bankhivatalnokként dolgozott Budapesten, Fiumében és Bécsben. Hat év után feladta ezt a munkát és az írás felé fordult. Az 1890-es évektől jelentek meg rövidebb elbeszélései, novellái a német naturalisták stílusában. Érdeklődött Gerhart Hauptmann, Arno Holz és Johannes Schlaf munkássága iránt.
1895-ben szabadúszó íróként Párizsba ment. Egy évvel később a müncheni Simplicissimus című német nyelvű szatirikus hetilap szerkesztője lett. A következő években Párizs, Budapest, Brüsszel, Róma, Nápoly és München között ingázott. 1907-ben Berlinbe költözött, ahol Bruno Cassirer lektoraként dolgozott. Járt az Amerikai Egyesült Államokban, a Szovjetunióban, Indiában, Kínában és Japánban is. Utazásairól könyvekben számolt be. Legnagyobb sikerét az 1912-ben megjelent Amerika Heute und Morgen című művével érte el. Állítólag Franz Kafka kölcsönzött belőle néhány részletet az Amerika című regényéhez.
1933-ban könyveit, köztük a Drei Monate in Sowjet-Russland (Három hónap Szovjet-Oroszországban) című beszámolóját, a nácik felvették a „kiirtandó irodalom„ listájára, és elégették. Párizsba, majd Genfbe menekült. 1939-től elszegényedve és elhagyatottan élt az Üdvhadsereg genfi táborában, ahol 1941. október 14-én, 72 éves korában meghalt. 

## Művei
- Leidende Menschen, novella, 1893
- Weiße Liebe, regény, 1896
- Der vergiftete Brunnen, regény 3 kötetben, 1900
- An die Schönheit, 1897
- Das sentimentale Abenteuer, 1901
- Von der Wollust und dem Tode, 1902
- Charles Baudelaire, 1904
- Leben mit Menschen, 1910
- Der Golem. Ghettolegende in drei Aufzügen, 1908
- Worauf wartest du?, regény, 1910
- Amerika Heute und Morgen, Reiseerlebnisse, 1912
- Geschichten aus zwei Welten, 1914
- In England − Ostpreußen − Südösterreich. Gesehenes und Gehörtes, 1915
- Das amerikanische Gesicht, 1916
- Bruder Wurm, 1918
- O. Wilde: Ballade des Zuchthauses zu Reading, fordítás, 1918
- Schlafwandler, elbeszélés, 1919
- Adela Bourkes Begegnung, regény, 1920
- Ideale an Wochentagen, 1920
- Drei Monate in Sowjet-Russland, 1921
- Gesang an Palästina, 1922
- Stromab die Hungerwolga, 1922
- Reise durch das jüdische Palästina, 1922
- Ekstatische Geschichten, 1923
- Frans Masereel, Stefan Zweiggel, 1923
- Lebensgeschichte eines Rebellen. Meine Erinnerungen, 2 kötet, 1924
- Das Theater im revolutionären Russland, 1924
- Der Narrenbaedeker. Aufzeichnungen aus Paris und London, 1925
- Ravachol und die Pariser Anarchisten, 1925
- Das unruhige Asien. Reise durch Indien − China − Japan, 1926
- Mein Leben in dieser Zeit (1907–1925) (önéletrajz, második kötet), 1928
- Reisen, 1928
- Es geschah in Moskau, regény, 1929
- Wiedersehn mit Amerika, 1930 (A viszontlátott Amerika)
- Es geschieht in Berlin, regény, 1931
- Ein Mensch ganz frei, regény, 1931